# 岩泉ホールディングス
岩泉ホールディングス株式会社（いわいずみホールディングス）は、岩手県岩泉町に本社を置き、食料品の製造加工・販売などを行う企業。岩泉町および地元の酪農家などが出資する第三セクターの株式会社であり、株式の90%を同町が保有する。
町内産の生乳から作られた「岩泉ヨーグルト」などの乳製品や、町内にある龍泉洞の湧水を取水したミネラルウォーター、およびそれを使用した缶コーヒー・茶系飲料などを製造販売している。また町内にある道の駅などの運営も行っている。

## 歴史
岩泉町の第三セクター会社として設立された、清涼飲料水などの特産品を製造販売する株式会社岩泉産業開発、ヨーグルト・牛乳などの乳製品を製造販売する岩泉乳業株式会社、岩泉町内でホテルなどを運営する株式会社岩泉総合観光、キノコなどの農産物を生産する株式会社岩泉きのこ産業の4社の経営基盤強化を目的に、4社を束ねる持株会社として2016年に設立。第三セクター会社の持株会社設立は日本初の事例であった。
2016年8月の台風10号で岩泉産業開発・岩泉乳業ともに大きな被害を被ったことから、復旧財源確保のため2019年、両社を吸収合併し現体制となった。

### 岩泉産業開発
1982年に設立された社団法人岩泉町産業開発公社の一部を株式会社に転換する形で2002年に設立。ミネラルウォーター「龍泉洞の水」や「龍泉洞珈琲」「龍泉洞の緑茶」などの飲料、生わさびやドレッシングなどのワサビ製品、短角牛の肉製品を製造販売していた。さらに道の駅いわいずみ・道の駅三田貝分校の運営も担当していた。
2016年の台風10号では道の駅いわいずみやワサビ・短角牛の加工場が被害を受けたほか、「龍泉洞の水」をくみ上げるポンプが故障し一時生産停止を余儀なくされた。
岩泉ホールディングスとの合併後は同社の産業開発事業部となっている。

### 岩泉乳業
低迷していた岩泉町内の酪農を6次産業化することを目的に、町や農協（JAみやこ、現JA新いわて）、地元酪農家らの出資で2004年に設立。岩手県内の乳業会社としては最後発であり、市場の開拓に苦戦したことと、当時主力商品としていたパスチャライズド牛乳が不振であったことから、創業から4年で約2億8000万円の累積赤字となり、社員の3分の1が退職したり、3年間で社長が4度交代したりするなど不安定な経営状況が続いた。
当初は牛乳が9割、残り1割がヨーグルトとコーヒー牛乳という商品構成であったが、2009年に社長に就任した山下欽也のもとで主力商品をヨーグルトに転換し、「岩泉ヨーグルト」を開発。最初は県内外のホテルなど大口の業務用として売り込んだ結果、評価が口コミで広がり、スーパーマーケットなど小売店でも取扱いが増えていきヒット商品となった。岩泉ヨーグルトによって山下の社長就任から6年で累積赤字を解消し、また売上も岩泉ヨーグルトが9割を占めるまでになった。
2016年の台風10号では製造設備や工場建屋に大きな被害を受けたが、工場を再建し1年1か月後に生産を再開した。
乳製品のほか、2013年に発売した日本初のヨーグルトドレッシング「岩泉ヨーグルトドレッシング」や、2016年に岩泉産業開発および外部の化粧品メーカーと共同開発した「龍泉洞スキンケア」シリーズも手がけていた。
岩泉ホールディングスとの合併後は同社の乳業事業部となっている。

### 沿革
（この節の出典：）
| 年     | 岩泉産業開発 | 岩泉乳業 |
| ------ | --- | --- |
| 1982年 | 社団法人岩泉町産業開発公社設立。                                                                                               | |
| 1983年 | 山菜加工場落成、山菜きのこ類の加工販売開始。                                                                                   | |
| 1985年 | ミネラルウォーター製造施設落成・発売開始。                                                                                     | |
| 1988年 | 直営店「漬物いわいずみ」を東京都渋谷区に開設。                                                                                 | |
| 1990年 | 特産品販売施設「わくわくハウス」落成。                                                                                         | |
| 1991年 | ミネラルウォーター充填工場「ミネラルハウス」新築落成。                                                                         | |
| 1992年 | わさび処理施設及び物流施設整備。                                                                                               | |
| 1994年 | わくわくハウスが道の駅いわいずみとして道の駅に認定。                                                                           | |
| 1999年 | 岩泉町産業開発公社が環境ISO 14001認証取得。                                                                                    | |
| 2002年 | 岩泉町産業開発公社の収益事業部門を株式会社岩泉産業開発に転換。                                                                 | |
| 2004年 | 「いわいずみ短角牛肉」販売開始。                                                                                               | 岩泉乳業株式会社設立。 |
| 2006年 | | 本社工場操業開始、「岩泉ヨーグルト」「岩泉のむヨーグルト」発売。                                                               |
| 2007年 | 道の駅三田貝分校が営業開始。                                                                                                   | |
| 2013年 | | 「岩泉ヨーグルトドレッシング」発売。                                                                                           |
| 2016年 | 岩泉ホールディングス設立。 | 岩泉ホールディングス設立。 |
| 2016年 | 「龍泉洞の化粧水」発売。 | |
| 2016年 | 台風10号により被災。 | |
| 2017年 | | 工場操業再開。 |
| 2019年 | 岩泉ホールディングスが岩泉産業開発、岩泉乳業を吸収合併。岩泉総合観光・岩泉きのこ産業は岩泉ホールディングスの完全子会社となる。 | 岩泉ホールディングスが岩泉産業開発、岩泉乳業を吸収合併。岩泉総合観光・岩泉きのこ産業は岩泉ホールディングスの完全子会社となる。 |
| 2020年 | ViTO × IWAIZUMIがオープン。 | ViTO × IWAIZUMIがオープン。 |
| 2022年 | ジェラート専用工場完成。 | ジェラート専用工場完成。 |

## 主な製品

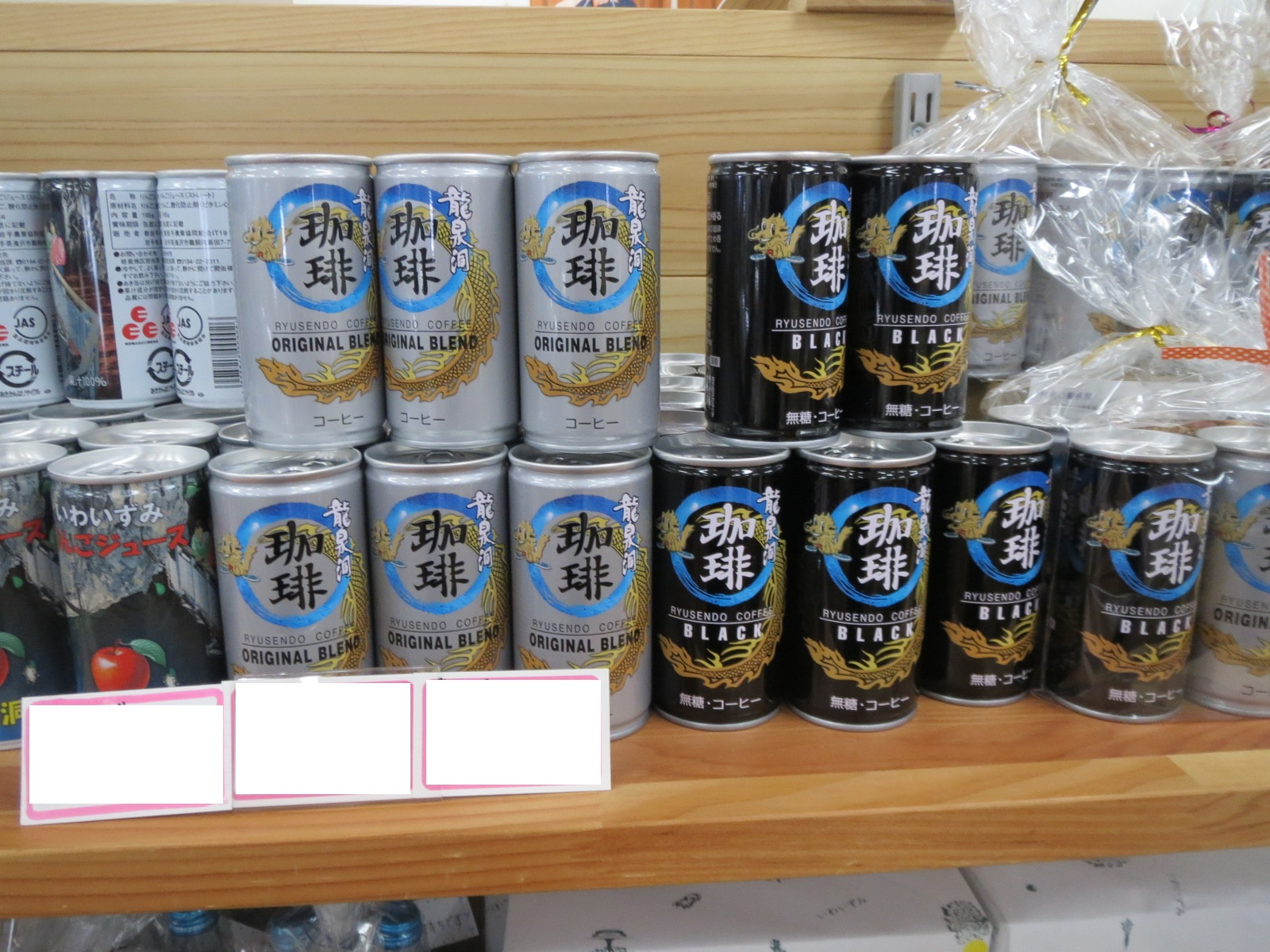
龍泉洞珈琲

- 岩泉ヨーグルト

生乳をアルミ製パックに充填してから低温で長時間発酵させる製法で作られており、もちもちとした食感と濃厚な味わいが特徴。2016年時点で岩手県外での売上が6割を占めるほど全国に浸透していたが、2023年に岩手県出身のプロ野球選手大谷翔平がインタビューで「岩手の名物で一番のお勧めは岩泉ヨーグルト。本当に美味しくて、僕は世界一だと思っている」と語ったことでさらに売上が伸びた。
- 岩泉のむヨーグルト
- 岩泉牛乳
- 龍泉洞スキンケアシリーズ（化粧品）

化粧品製造メーカーである日本ゼトックとの共同開発。
- 龍泉洞の水（ミネラルウォーター）

「一口飲むと3年長生きする」と言われ、名水百選にも選ばれている龍泉洞の湧水をくみ上げている。石灰岩層から湧出する水であるため、日本のミネラルウォーターとしてはカルシウム含有量が多く、硬度は85.7 mg/Lとなっている。
- 龍泉洞珈琲・龍泉洞珈琲BLACK（缶コーヒー）、龍泉洞の緑茶、龍泉洞じっ茶ばっ茶（穀物ブレンド茶）
- 岩泉生わさび・わさびドレッシング
- いわいずみ短角牛
- ViTO × IWAIZUMI（ジェラート）

関東や九州でイタリアンジェラートを製造販売するViTO JAPANとの提携。道の駅いわいずみと盛岡市のmonakaに直営店舗がある。

## モンドセレクション受賞歴
岩泉ヨーグルト
- 2011年金賞、2012年金賞、2013年金賞、2014年金賞、2015年金賞、2016年金賞、2018年金賞

龍泉洞の水
- 1999年大金賞、2000年金賞、2001年大金賞、2009年最高金賞

3年連続金賞以上の受賞により「世界最高品質賞」を受賞
龍泉洞珈琲
- 2000年金賞、2001年金賞、2002年金賞

3年連続金賞以上の受賞により「世界最高品質賞」を受賞
龍泉洞珈琲BLACK
- 2003年金賞

岩手岩泉のわさびドレッシング
- 2003年大金賞

## 運営施設
- 道の駅いわいずみ
- 道の駅三田貝分校
- ふれあいらんど岩泉

岩泉町内にある宿泊施設で、当社が指定管理者となっている。オートキャンプ場とコテージのほか、寝台特急「日本海」に使用されていた国鉄24系客車が列車ホテルとして営業している。

## 子会社
- 株式会社岩泉総合観光

1975年設立。龍泉洞温泉ホテル、龍泉洞レストハウスなどを運営。
- 株式会社岩泉きのこ産業

1997年設立。キノコなど農産物の生産加工販売、バイオテクノロジーによる農産物の栽培研究開発を手がける。年間1,000トンのシイタケを生産する。

## サプライヤー活動
プロスポーツチームやアスリートとサプライヤー契約を結び、製品の提供を行っている。
- 東京ヴェルディ1969[23]
- 日テレ・東京ヴェルディベレーザ[23]
- 岩手ビッグブルズ[24]
- いわてグルージャ盛岡[24]

など